# Lamarr Houston
Lamarr Houston (San Francisco, 24 giugno 1987) è un ex giocatore di football americano statunitense che ha militato nel ruolo di defensive end nella National Football League (NFL). Fu scelto nel corso del secondo giro (44º assoluto) del draft NFL 2010 dagli Oakland Raiders. Al college giocò a football alla Texas University at Austin.

## Carriera professionistica

### Oakland Raiders
Houston fu scelto nel corso del secondo giro del draft 2010 dagli Oakland Raiders. Il 26 luglio firmò un contratto quadriennale per un valore di 4,33 milioni di dollari, inclusi 1,675 milioni di bonus alla firma. Debuttò come professionista il 12 settembre contro i Tennessee Titans ricoprendo il ruolo di defensive end. Il 19 settembre contro i St. Louis Rams fece registrare il primo sack della carriera, mentre il 10 ottobre contro i San Diego Chargers recuperò il suo primo fumble, mentre il secondo fumble recuperato lo fece il 24 dello stesso mese contro i Denver Broncos. Il 31 ottobre forzò il suo primo fumble contro i Seattle Seahawks. Il 12 settembre 2011 contro i Broncos recuperò il suo 3º fumble. Il 9 ottobre contro gli Houston Texans fece il suo primo intercetto della sua carriera. Il 10 novembre contro i Chargers recuperò il suo 4º fumble in carriera.
Nella stagione successiva il 30 settembre 2012 contro i Broncos recuperò un fumble importante sulle 4 yard della metà campo dei Raiders. Il 21 ottobre contro i Jacksonville Jaguars grazie ad un'ottima prestazione con 8 tackle totali, un sack e un fumble forzato nell'overtime poi recuperato dal proprio compagno Joselio Hanson, vinse il titolo di miglior difensore della AFC della settimana. Il 25 novembre contro i Cincinnati Bengals venne espulso perché prese parte a uno scontro a partita ferma con il giocatore dei Bengals Andrew Whitworth. Il 2 dicembre contro i Cleveland Browns fece il suo secondo sack stagionale ai danni di Brandon Weeden. Il 6 contro i Broncos realizzò il suo terzo sack ai danni di Peyton Manning.
Nella settimana 1 del 2013 contro gli Indianapolis Colts fece il suo primo sack stagionale di 2 yard ai danni di Andrew Luck. Nella settimana 3 contro i Denver Broncos fece un sack di 2 yard ai danni di Peyton Manning e forzandolo al fumble, poi recuperato dal compagno di squadra Jason Hunter. Nella settimana 5 contro i San Diego Chargers fece un sack di 10 yard ai danni di Philip Rivers. Nella settimana 8 contro i Pittsburgh Steelers fece un sack di 9 yard ai danni di Ben Roethlisberger. Nella settimana 10 contro i New York Giants forzò un fumble sulle 20 yard avversarie ai danni di Peyton Hillis, poi recuperato dallo stesso Lamarr. Nella settimana successiva contro gli Houston Texans fece un sack di 15 yard ai danni di Case Keenum. Nella settimana 14 contro i New York Jets venne multato di 7.875 dollari per un eccesso di violenza ai danni di Geno Smith.

### Chicago Bears
L'11 marzo 2014, Houston firmò coi Chicago Bears un contratto quinquennale del valore di 35 milioni di dollari, 15 milioni dei quali garantiti.

## Palmarès
- PFWA All-Rookie Team - 2010
- Miglior difensore della AFC della settimana: 1

7a del 2012

## Statistiche
| Partite totali      | 64   |
| Partite da titolare | 60   |
| Tackle              | 228  |
| Sack                | 16,0 |
| Intercetti          | 1    |
| Fumble forzati      | 4    |

Statistiche aggiornate alla stagione 2013